# Erwin Schrödinger

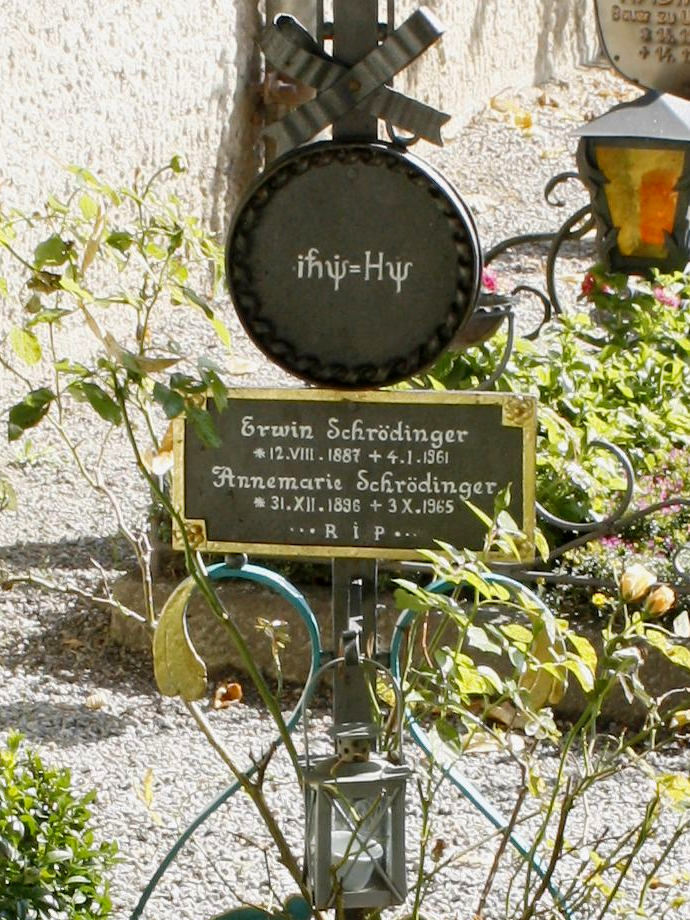
Równanie Schrödingera na nagrobku Erwina i Annemarie Schrödingerów w Alpbach

Erwin Rudolf Josef Alexander Schrödinger (ur. 12 sierpnia 1887 w Wiedniu, zm. 4 stycznia 1961 tamże) – austriacki fizyk teoretyk, jeden z twórców mechaniki kwantowej, laureat Nagrody Nobla w dziedzinie fizyki w roku 1933 za prace nad matematycznym sformułowaniem mechaniki falowej. W co najmniej jednym z rankingów fizyków znalazł się w pierwszej dziesiątce wszech czasów.

## Życiorys
Jedyny syn Rudolfa i Georginy Schrödingerów. Po skończeniu gimnazjum zaczął studiować fizykę i matematykę na Uniwersytecie w Wiedniu. Był profesorem: politechniki w Stuttgarcie (1920), Uniwersytetu we Wrocławiu (1921), Uniwersytetu w Zurychu (1921 – 1927), Uniwersytetu Fryderyka Wilhelma w Berlinie (1927 – 1933), Uniwersytetu w Oksfordzie (– 1935), Uniwersytetu w Grazu (1936 – 1938) oraz w Institute for Advanced Studies w Dublinie (1940 – 1955).
W 1926 w ciągu sześciu miesięcy opublikował cztery artykuły dające początek falowemu ujęciu mechaniki kwantowej. Pierwszy z nich to Quantisierung als Eigenwertproblem (Kwantyzacja jako zagadnienie własne, zob. równanie własne w mechanice kwantowej) opublikowany w „Annalen der Physik”, (4), 79, (1926), 361-376.
Jest również autorem książki What is Life? (wyd. 1944), w której dowodzi, że życie można ujmować w kategoriach przechowywania i przekazywania informacji biologicznej. Napisał w niej także, że aby zrozumieć życie, należy złamać kod dziedziczenia. Książka ta stała się inspiracją do rozmyślań nad teorią dziedziczenia dla wielu twórców biologii molekularnej, włączając w to m.in. takich wybitnych badaczy jak Francis Crick i James D. Watson.
W 1933 roku został uhonorowany wraz z Paulem Dirakiem Nagrodą Nobla w dziedzinie fizyki za „odkrycie nowych, płodnych aspektów teorii atomów i ich zastosowanie”.
Główną zasługą Schrödingera było ujęcie problemu kwantowania jako problemu wartości własnych. Jest autorem tzw. równania falowego (równania Schrödingera), które w mechanice kwantowej ma podstawowe znaczenie. Stworzył podwaliny rachunku zaburzeń, zajmował się też termodynamiką statystyczną i teorią barw.
W 1961 roku zmarł na gruźlicę w wieku 73 lat w Wiedniu. Został pochowany w Alpbach w Austrii na cmentarzu katolickim. Chociaż nie był katolikiem, kapłan odpowiedzialny za cmentarz zezwolił na pochówek po tym, jak dowiedział się, że Schrödinger był członkiem Papieskiej Akademii Nauk.

## Życie prywatne
Był ateistą. W 1920 roku ożenił się z Annemarie Bertel. Przez pewien czas pozostawał równolegle w nieformalnym związku z Hildą March (żoną fizyka Arthura Marcha); z obiema kobietami zamieszkał na Wyspach Brytyjskich. Miał trzy nieślubne córki:
- Ruth – z Hildą, ur. w Innsbrucku;
- Nicole – z Sheilą Greene, ur. w Dublinie;
- Lindę – z Kate Nolan, ur. również w Dublinie.

## Kontrowersje
Jak podaje „The Irish Times”, Schrödinger wykorzystywał młode dziewczyny, opisując później wszystko w pamiętnikach. Opisał dwa przypadki: 14-letniej Ithi Junger i 12-letniej Barbary MacEntee. Pierwszej z nich mężczyzna dawał korepetycje z matematyki. Oprócz matematyki lekcje obejmowały sporą ilość pieszczot i przytulania – pisał noblista. W pamiętnikach fizyk romantyzował pedofilię, pisząc o dziewczynkach jak o nieodwzajemnionych miłościach. Po publikacji została wydana petycja, by zmienić nazwę sali wykładowej Uniwersytetu Trinity w Dublinie, której patronem jest fizyk. Jak piszą jej autorzy, możemy uznać dorobek Schrödingera dla nauki, niemniej jednak nowoczesny uniwersytet jak Trinity nie powinien wyróżniać tego człowieka całym budynkiem.

## Publikacje
Część prac Schrödingera zawiera zbiór Collected Papers on Wave Mechanics z 1928 roku.
Wykaz książek Schrödingera, opublikowany w Notable Names Database, obejmuje:
- 1935: Science and the Human Temperament (Science, Theory and Mind);
- 1944: What is Life?: The Physical Aspect of the Living Cell;
- 1946: Statistical Thermodynamics;
- 1949: Gedichte (poezja);
- 1950: Space-Time Structure;
- 1954: Nature and the Greeks (historia);
  - 2017: Przyroda i Grecy. Nauki przyrodnicze i humanistyczne, tłum. Kazimierz Napiórkowski, Wydawnictwo Instytutu Filozofii i Socjologii Polskiej Akademii Nauk, ISBN 978-83-7683139-8.
- 1958: Mind and Matter;
- 1961: My World View (niem. Meine Weltansicht).

W języku polskim w roku 1998 ukazała się książka: Czym jest życie? Fizyczne aspekty żywej komórki. Umysł i materia. Szkice autobiograficzne (What is Life? The Physical Aspect of the Living Cell. Mind and Matter. Autobiographical Sketches), wyd. Prószyński i S-ka, Warszawa, ISBN 83-7180-759-7.

## Odznaczenia
- 1956: Order Pour le Mérite (Niemcy)[11]
- 1957: Odznaka Honorowa za Naukę i Sztukę (Austria)[12]